# Lantana exarata
Lantana exarata là một loài thực vật có hoa trong họ Cỏ roi ngựa. Loài này được Urb. & Ekman mô tả khoa học đầu tiên năm 1929.